# Morti nel 1066
| Questa pagina contiene informazioni ricavate automaticamente dalle voci biografiche con l'ausilio del template Bio e di un bot. L'aggiornamento è periodico e automatico e ricostruisce completamente la pagina. Se manca una persona in questa lista, sei pregato di non aggiungerla, ma accertati piuttosto che la sua voce biografica contenga il template Bio e che i dati anagrafici siano correttamente compilati. Se il template Bio manca, inseriscilo tu stesso o, in alternativa, metti l'avviso {{tmp\|Bio}} che ne segnala la mancanza. Se i dati riportati sono sbagliati, correggi direttamente la voce biografica; le modifiche saranno visibili in questa lista entro pochi giorni. Per chiarimenti vedi il progetto biografie. La lista contiene solo le 19 persone che sono citate nell'enciclopedia e per le quali è stato implementato correttamente il template Bio. Pagina aggiornata al 18 mag 2025. |

- 5 gennaio - Edoardo il Confessore, re
- 7 giugno - Godescalco dei Vendi, re obodrita
- 27 giugno - Arialdo, religioso e santo italiano
- 30 giugno - Teobaldo di Provins, religioso francese (n. 1033)
- 15 agosto - Abu Ya'la, teologo e giurista arabo (n. 990)
- 25 settembre - Tostig Godwinson, generale anglosassone
- 25 settembre - Harald III di Norvegia, re (n. 1015)
- 25 settembre - Eystein Orre, nobile norreno
- 14 ottobre - Aroldo II d'Inghilterra, sovrano anglosassone
- 14 ottobre - Gyrth Godwinson, nobile anglosassone
- 14 ottobre - Leofwine Godwinson, generale inglese
- 11 dicembre - Conan II di Bretagna, duca
- 30 dicembre - Joseph ibn Naghrela, funzionario spagnolo (n. 1035)
- Munia di Castiglia, contessa (n. 995)
- Stenkil di Svezia, re svedese (n. 1030)
- Udayadityavarman II, sovrano cambogiano
- Al-Kirmani, matematico, filosofo e medico arabo (n. 970)
- Al-Bayhaqi, giurista persiano (n. 994)
- Ibn Sidah, linguista, lessicografo e filologo arabo